# Montrelais
Montrelais es una comuna francesa situada en el departamento de Loira Atlántico, de la región de Países del Loira.

## Historia
En 1903 esta comuna cedió terrenos para la creación de la comuna de Le Fresne-sur-Loire.

## Demografía
| Gráfica de evolución demográfica de Montrelais entre 1800 y 2022 |
|                                                                  |

Los datos demográficos contemplados en este gráfico se han cogido de la página francesa EHESS/Cassini.